# Abraxas nigrosparsata
Abraxas nigrosparsata är en fjärilsart som beskrevs av Rayner 1903. Abraxas nigrosparsata ingår i släktet Abraxas och familjen mätare. Inga underarter finns listade i Catalogue of Life.